# Veterinarska fakulteta v Münchnu
Veterinarska fakulteta v Münchnu (nemško Tierärztliche Fakultät) je fakulteta, ki deluje v okviru Univerze v Münchnu in je bila ustanovljena leta 1914; ukinjena je bila leta 1939 in ponovno odprta leta 1945.
Trenutni dekan je Joachim Braun.